# Maria Dazzi
Maria Dazzi Vasta (Piacenza, 15 ottobre 1901 – Sanremo, 1990) è stata una traduttrice e docente italiana.

## Biografia
Nacque in una famiglia benestante, e compì gli studi all'Università degli Studi di Padova, dove si laureò. Sposò poi Rosario Vasta, notaio e segretario comunale: ebbero due figli, Paolo (1929) e Maria Teresa (1930). Maria Dazzi iniziò a lavorare a Lucca come insegnante; si trasferì poi a Montagnana, dal fratello Carlo. Durante la seconda guerra mondiale partecipò alla Resistenza, scrivendo manifesti che incitano i cittadini a sostenere la lotta partigiana. Nel 1958 smise di lavorare come insegnante, e si dedicò alla scrittura e specialmente alla traduzione, in virtù della sua conoscenza di 4 lingue straniere (francese, inglese, spagnolo e portoghese); lavorò lungamente per Longanesi. Nel 1985 le è stato assegnato il Premio San Gerolamo per la traduzione letteraria.

## Opere
- Il libro di mio figlio, 1930

### Curatele
- Dante Alighieri, Divina Commedia, Torino, Paravia, 1960 (revisione del commento di Carlos Steiner)
- Antologia Dantesca, Torino, Paravia, 1975

### Traduzioni
- Georges Bernanos, Uno strano sogno, Milano, Longanesi, 1960
- Alejo Carpentier, I passi perduti, Milano, Longanesi, 1960
- Françoise Mallet-Joris, L'impero celeste, Milano, Longanesi, 1960
- Albert Camus, Ribellione e morte: saggi politici, Milano, Bompiani, 1961 (con Guglielmi e Sensini)
- Christiane Rochefort, Malthus, Milano, Longanesi, 1961
- Alejo Carpentier, La fucilazione: un romanzo e tre racconti, Milano, Longanesi, 1962
- Françoise Mallet-Joris, I personaggi, Milano, Longanesi, 1962
- Michel Mohrt, I prigionieri del mare, Milano, Longanesi, 1962
- Roger Peyrefitte, Lo spettatore notturno, Milano, Longanesi, 1962
- Georges Bordonove, Requiem per Gilles de Rais, Milano, Longanesi, 1963
- H.A. Murena, La colpa, Milano, Longanesi, 1963
- Frank Harris, La mia vita e i miei amori..., Milano, Longanesi, 1963-1964 (2 voll.)
- Alejo Carpentier, Il secolo dei lumi, Milano, Longanesi, 1964
- Villiers de L'Isle-Adam, Eva futura, Milano, Longanesi, 1964
- Manuel Gómez Moreno, La grande epoca della scultura spagnola, Milano, Longanesi, 1964
- Francisco Ayala, Morire da cani, Milano, Longanesi, 1965
- Francisco Ayala, Il fondo del bicchiere, Milano, Longanesi, 1965
- Lorraine Noel Kemski, La notte dei lunghi coltelli, Milano, Longanesi, 1965
- Sven Hassel, Gestapo, Milano, Longanesi, 1966
- Françoise Mallet-Joris, Lettera a se stessa, Milano, Longanesi, 1966
- Jorge Luis Borges, L'antologia personale, Milano, Longanesi, 1967
- Wilfred G. Burchett, Nella giungla con i Vietcong: Vietnam 1965, Milano, Longanesi, 1968
- Réjean Ducharme, La valle delle vergogne, Milano, Longanesi, 1968
- Françoise Mallet-Joris, Maria Mancini, Milano, Longanesi, 1968
- Michel Braudeau, L'amazzone, Milano, Longanesi, 1969
- Serge Dieudonné, La lisière - ai margini del bosco, Milano, Longanesi, 1969
- Robert Graves; Raphael Patai, I miti ebraici e critica alla Genesi, Milano, Longanesi, 1969
- Mario Lacruz, La tarde, Milano, Longanesi, 1969
- Christiane Rochefort, La presa di potere dei microcefali, Milano, Longanesi, 1969
- J.R. Coignet, Le memorie del campitano coignet, Milano, Longanesi, 1970
- Françoise Mallet-Joris, I segni e i prodigi, Milano, Longanesi, 1970
- Roger Peyrefitte, Gli americani, Milano, Longanesi, 1970
- Roger Peyrefitte, I francesi, Milano, Longanesi, 1970
- Jean Orieux, Voltaire: la sua vita, le sue opere, i suoi tempi, i suoi segreti, Milano, Longanesi, 1971
- Françoise Mallet-Joris, La casa di carta, Milano, Longanesi, 1971
- Denis Diderot, Memorie per Caterina 2, Milano, Longanesi, 1972
- Roger Peyrefitte, Manouche, Milano, Longanesi, 1972
- Guy Sajer, Il soldato dimenticato, Milano, Sperling & Kupfer, 1972
- Jacques Batigne, Un giudice si confessa, Milano, Sperling & Kupfer, 1973
- Emile Brigg, Alzati e combatti, Milano, Longanesi, 1973
- Brigitte Friang, Guardati morire, Milano, Sperling & Kupfer, 1973
- Nicole Gerard, Sette anni di penitenza, Milano, Sperling & Kupfer, 1973
- René Hardy, Non era il momento di avere vent'anni, Milano, Sperling & Kupfer, 1973
- Roger Peyrefitte, L'amante distratto, Milano, Longanesi, 1973
- Krystyna Zywulska, L'acqua vuota, Milano, Sperling & Kupfer, 1973
- Philippe Alfonsi; Patrick Pesnot, L'occhio dello stregone, Milano, Sperling & Kupfer, 1974
- Françoise Mallet-Joris, Il gioco del sotterraneo, Milano, Longanesi, 1974
- Daniel Odier, Il viaggio di John O'Flaherty, Milano, Longanesi, 1974
- Isaac Bashevis Singer, Un amico di Kafka, Milano, Longanesi, 1974
- Christopher Frank, Effetto notte, Milano, Sperling & Kupfer, 1975
- Jean Giono, Viaggio in Italia, Torino, Fogola, 1975
- Simone Schwarz-Bart, Pioggia e vento su Telumee, Milano, Longanesi, 1975
- Jean Giono, L'ussaro sul tetto, Torino, Fogola, 1976
- Michel Dard, Juan Maldonne, Milano, Sperling & Kupfer, 1976
- Gérard Klein, I signori della guerra, Milano, Longanesi, 1976
- Alexandre Dumas, La regina Margot, Torino, Fogola, 1977
- Alexandre Dumas, La signora di Monsereau, Torino, Fogola, 1977
- Alexandre Dumas, I quarantacinque, Torino, Fogola, 1978
- Jean Giono, Una pazza felicità, Parma Guanda, 1996